# Антракт (филм, 1924)
Вижте пояснителната страница за други значения на Антракт.
„Антракт“ (на френски: Entr'acte) е френски експериментален филм от 1924 година на режисьора Рене Клер по негов сценарий в съавторство с Франсис Пикабиа.
Филмът няма свързан сюжет, а съчетава разнородни сцени, използвайки различни кинематографични техники – необичайни ъгли, забавени кадри, сцени в обратна последователност. Създаден е с цел да бъде покзван в началото и в антракта на авангардната балетна постановка „Relâche“ на Пикабиа и композитора Ерик Сати, като е силно повлиян от дадаизма. Главните роли се изпълняват от Жан Бьорлин и Инге Фрис, като в отделни сцени се появяват Пикабиа, Сати, Ман Рей и Марсел Дюшан.